# Armored Box Launcher

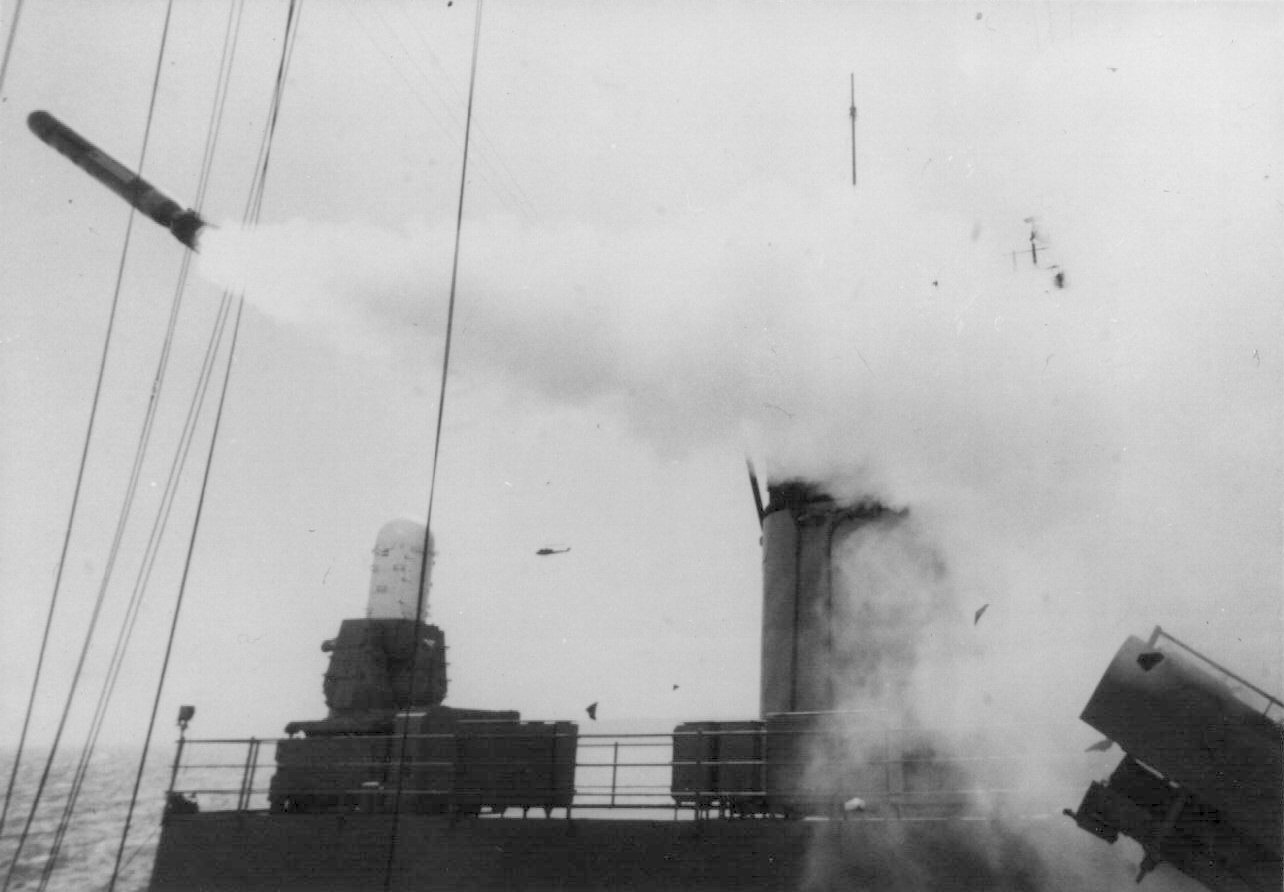
Abschuss einer Tomahawk mittels ABL vom US-Schlachtschiff New Jersey

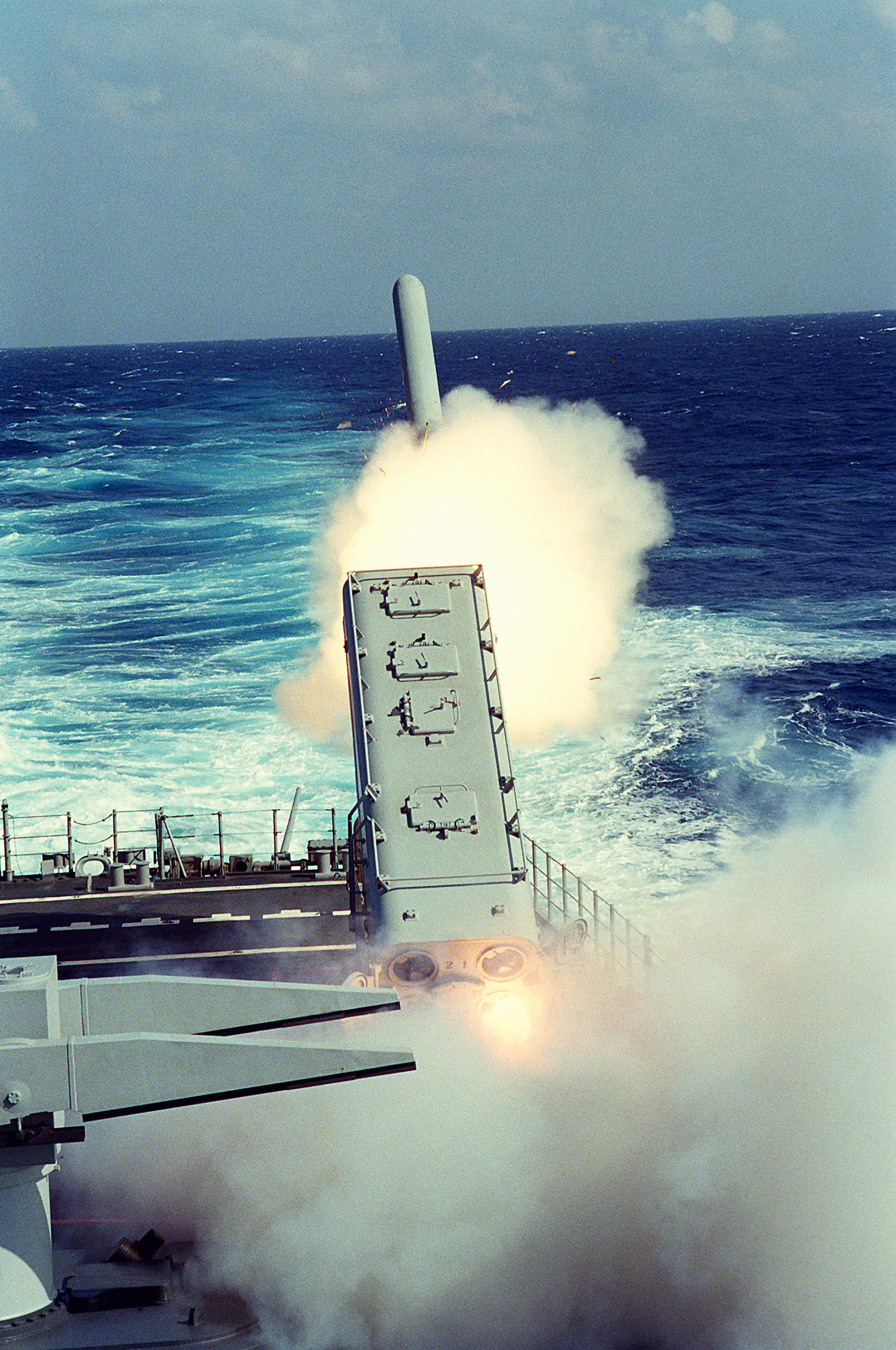
Abschuss von der Mississippi

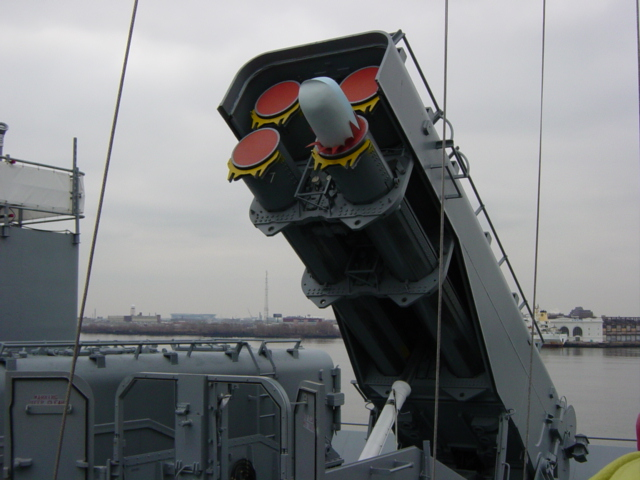
ABL mit Marschflugkörperattrappe auf New Jersey

Der Armored Box Launcher war ein Abschusssystem für Marschflugkörper vom Typ BGM-109 Tomahawk der United States Navy. Es wurde auf den Schiffen der Iowa-Klasse, der Virginia-Klasse sowie auf einigen Schiffen der Spruance-Klasse und der Long Beach eingesetzt.
Jeder der Container enthielt vier Flugkörper, die sofort abgefeuert werden konnten. Der besondere Vorteil lag in der schweren Panzerung, die die Raketen gegen eventuelle Feindeinwirkung schützte. Der größte Nachteil des Systems bestand darin, dass es nicht auf See nachgeladen werden konnte.
Heute ist das System nicht mehr in Verwendung, es wurde durch das Vertical Launching System ersetzt. Die heute verwendeten Marschflugkörper sind daher nicht mehr kompatibel mit dem System.